# A.E. Coleby
A.E. Coleby, pseudonimo di Albert Ernest Coleby (Southwark, 1º gennaio 1876 – 15 luglio 1930), è stato un regista, sceneggiatore e attore inglese.

## Biografia
Nato a Londra, prima di avvicinarsi al mondo del cinema esercitò le professioni di libraio, pescivendolo e ciclista professionista. Nel 1905 fu assunto dalla Cricks & Sharp, per la quale esordì nel 1907 come regista dirigendo numerosi film comici e commedie. Nel 1910 la Cricks & Sharp divenne Cricks and Martin; Coleby continuò a collaborarvi fino alla sua chiusura, passando quindi nel 1912 a lavorare per la Pathé. Con questa società diresse una delle prime sceneggiature di George Pearson, Peg Woffington. Nel 1914 iniziò a lavorare per I. B. Davidson, che aveva realizzato uno studio in una rimessa di tram riconvertita.
In questo periodo realizzò alcuni film sulla boxe e sulle arti da combattimento e commedie romantiche ispirate alle novelle del periodo. Spesso scrisse e recitò in film da lui diretti. Un esempio è il film The Call of the Road (1920) con Victor McLaglen, il quale venne scoperto dallo stesso Coleby in una palestra. Nonostante film di successo come The Fifth Form at St. Dominic's e Froggy's Little Brother, Davidson andò in crisi e Coleby passò a lavorare per Stoll. Intraprese in questo periodo uno dei suoi progetti più ambiziosi, la trasposizione di un'opera di Hall Caine, The Prodigal Son, che fu girato in Islanda, Italia e a Parigi e che, al completamento, aveva una durata di circa 5 ore. Venne per questo diviso in due puntate distribuite separatamente. Si dedicò poi a una serie di film della serie di Fu Manchu. Con la crisi del settore cinematografico, lasciò Stoll per fondare una propria casa di produzione, la F.H.C. Company, ma a parte la riuscita serie sull'investigatore Drew, le cose non andarono bene.

## Filmografia

### Regia
- Serving a Summons (1907)
- Fun in the Studio (1907)
- Don't Go to the Law (1907)
- A Drink Cure (1907)
- Even a Worm Will Turn (1907)
- His Only Pair of Trousers (1907)
- May and December (1907)
- Only a Limerick (1907)
- Day Duty (1907)
- Saved from the Burning Wreck (1907)

- Diabolo Mad (1908)
- March Winds (1908)
- For Baby's Sake (1908)
- Twixt Love and Duty o A Woman's Heroism (1908)
- Freddy's Little Love Affair (1908)
- She Would Be Wed (1908) o Leap Year Proposals (1908)
- An Interrupted Bath (1908)
- Professor Bounder's Pills (1908)
- Those Flies (1908)
- Father Buys a Picture (1908)
- The Freebooters (1908)
- Billy Borntired (1908)
- The Mission of a Flower (1908)
- Mutiny in the Kitchen (1908)
- How the Artful Dodger Secured a Meal (1908)
- Love's Strategy (1908)
- The Devil's Bargain (1908)
- Tommy and the Sticktite (1908)
- Grandfather's Birthday (1908) o The Last Roll Call (1908)
- The Guardian of the Bank (1908)
- A Fight for Honour (1908)
- His Wedding Morn (1908)
- Lord Algy's Beauty Show (1908)
- High Game (1908)
- How Jones Got a New Suit (1908)
- An Ingenious Revenge (1908)
- A Traitor to His King (1908)
- The Village Blacksmith (1908)
- The Brave Children (1908) o The Little Thief Catchers (1908)
- The Somnambulist's Crime (1908)
- The Phantom Ship (1908)
- Polly's Excursion (1908)
- The Work of Trinity House No. 2 (1908)
- Our Christmas Turkeys (1908)

- Getting Father's Consent (1909)
- A Man Housemaid (1909)
- My Word, If I Catch You Smoking! (1909)
- Bertie Buys a Bulldog (1909)
- Little Jim (1909)
- The Butcher's Boy and the Penny Dreadful (1909)
- Father, Hold My Wool (1909)
- Nat's Conversion (1909)
- The Receiver's Doom (1909)
- When Jack Got His Pay (1909)
- A Cold and Its Consequences (1909)
- The Birth of a Big Gun (1909)
- Salome Mad (1909)
- The Robber's Ruse (1909) o Foiled by Fido
- The Secretary's Crime (1909)
- The Unfortunate Canvasser (1909)
- When Jack Comes Home (1909)
- Boxing Fever (1909)
- A Seaside Episode (1909)
- The Convict's Dream (1909)
- Dancing Tabloids (1909)
- How Potts Backed the Winner (1909)
- A Youthful Hero (1909)
- Adopting a Baby (1909)
- Saved by Carlo (1909)
- The Biter Bit (1909)
- A Motherless Waif (1909)
- A Day in a Pottery Works (1909)
- The English Clock-Making Industry (1909)
- Biscuit Making (1909)
- Tame Animals at Work (1909)

- Scroggins Puts Up for Blankshire (1910)
- The Squire's Romance (1910)
- Temptation and Forgiveness (1910)
- Accompanied on the Tomtom (1910)
- The Terror and the Terrier (1910)
- A Clown's Crime (1910)
- Wanted, a Mummy (1910)
- The Sculptor's Dream (1910)
- A Modern Paul Pry (1910)
- Too Many Admirers (1910)
- Billy's Bulldog (1910)
- Professor Piecan's Discovery (1910)
- Compromised by a Key (1910)
- The Stolen Heir (1910)
- A Costly Gift (1910)
- A Noble Outcast (1910)
- A Rake's Romance (1910)
- Sleepy Sam's Awakening (1910)
- Prison Reform (1910)
- The £5 Note (1910)
- Bumpkin's Patent Spyopticon (1910)
- Married for Love (1910)
- The Airtight Safe (1910)
- Candle Making (1910)
- Matches (Made in England) (1910)
- English Sweet-Meat Making (1910)

- The Mummy (1911)
- Tatters, a Tale of the Slums (1911)
- The Brigand's Revenge (1911)
- The Pirates of 1920 (1911)
- The Adventures of PC Sharpe (1911)
- Fate and the Woman (1911)
- A Pair of Antique Vases (1911)
- Polly the Girl Scout (1911)
- Mephisto's Plight (1911)
- Adventures of PC Sharpe: The Stolen Child (1911)
- Scroggins Goes in for Chemistry and Discovers a Marvellous Powder (1911)
- She Dreamt of Onions (1911)
- Scroggins Plays Golf (1911)
- How Puny Peter Became Strong (1911)
- Father's Saturday Afternoon (1911)
- Constable Smith's Dream of Promotion (1911)
- Love and War (1911)
- Royal England, a Story of an Empire's Throne (1911)
- The Hunchback (1911)
- A Ruined Life (1911)
- A Scout's Strategy (1911)
- Scroggins Has His Fortune Told (1911)
- Dusty Dick's Awakening (1911)
- Left in Trust (1911)
- A Case for Sherlock Holmes (1911)
- Charley Smiler Is Stage Struck (1911)
- Scroggins Wins the Fiddle-Faddle Prize (1911)
- The Advantages of Hypnotism (1911)
- A Bag of Monkey Nuts (1911)
- Brown Bewitched (1911)
- Aunt Tabitha's Visit (1911)
- Have It Out, My Boy, Have It Out! (1911)
- How Mary Decided (1911)
- The Mighty Atom (1911)
- Our Village Heroes (1911)
- The Portrait (1911)
- Little Red Riding Hood (1911)
- Topsy's Dream of Toyland (1911)
- A Woman in the Case (1911)
- The Courtship of Miss Twiggles (1911)
- Signor Potti's Love Affair (1911)
- A Day at Chelsea Hospital (1911)
- An English Goat Farm (1911)
- Volendam on the Zuyder Zee (1911)

- Compulsory Insurance (1912)
- Constable Smith in Trouble Again (1912)
- The Lonely Inn (1912)
- A Telephone Tangle (1912)
- What Happened to Mary (1912)
- His Secret Sin (1912)
- Out of His Element (1912)
- A Pair of Trousers (1912)
- The Widow's Legacy (1912)
- To Their Mutual Benefit (1912)
- While the Cook Slept (1912)
- A Brute's Revenge (1912)
- Coster Bill (1912)
- Peggie and the Roundheads (1912)
- A Vapour Bath (1912)
- Soppy Green Loses a Legacy (1912)
- His Wife's Brother (1912)
- The Little Mother (1912)
- Peg Woffington (1912)
- Bobby's Letter (1912)
- Bob the Coster's Pony (1912)
- The Rajah's Revenge (1912)
- Battling Kelly (1912)
- Big Ben's Dream of Greatness (1912)
- The Bloomsbury Burglars (1912)
- Light After Darkness (1912)
- His Burglar Brother (1912)
- Dr. Russell's Lie (1912)
- From Country to Town (1912)
- Her Sister's Silence (1912)
- The Orphan (1912)

- The Old Colonel's Gratitude (1913)
- The Opal Stealers (1913)
- A Dream of Glory (1913)
- Mary the Flower Girl (1913)
- The False Clue (1913)
- The Fate of a King (1913)
- A Master of Men (1913)
- The Grip (1913)
- A Case of Arson (1913)

- The Gurka's Revenge (1914)

- Satan's Amazon (1915)
- The Under-Secretary's Honour (1915)
- Mysteries of London (1915)
- The Lure of Drink (1915)
- The Fighting Cobbler (1915)
- The Blackmailers (1915)
- And Then He Woke Up (1915)

- Kent, the Fighting Man (1916)
- Chains of Bondage (1916)
- The Wheel of Death (1916)
- The Treasure of Heaven (1916)

- A Pit-boy's Romance (1917)
- The Third Witness (1917)
- A Just Deception (1917)
- The Village Blacksmith (1917)
- Holy Orders (1917)
- For All Eternity (1917)
- The Will of the People (1917)

- Matt (1918)
- Thelma (1918)
- The Secret Woman (1918)
- The Great Game (1918)

- I Hear You Calling Me (1919)
- The Silver Lining (1919)

- The Pride of the North (1920)
- The Hour of Trial (1920)
- The Way of the World (1920)
- The Call of the Road (1920)

- The Right to Live (1921)
- The Fifth Form at St. Dominic's (1921)
- Froggy's Little Brother (1921)

- The Peacemaker (1922)
- Long Odds (1922)
- Tense Moments from Opera (1922)

- The Prehistoric Man (1924)
- The Great Prince Shan (1924)
- Sen Yan's Devotion (1924)
- The Flying Fifty-Five (1924)

- The Mystery of Dr. Fu Manchu (1925)

- Spiritualism Exposed (1926)
- The Copper Cylinder (1926)
- The Clue of the Oak Leaf (1926)
- The Curse of Ravenscroft (1926)
- The River House Mystery (1926)
- The Moon Diamond (1926)
- Inscrutable Drew, Investigator (1926)

- The Locked Door (1927)
- Il trovatore (1927)
- The Ring (1927)

- Unto Each Other (1929)
- Over the Sticks (1929)

### Sceneggiatura
- Serving a Summons (1907, regia di A.E. Coleby)
- The Guardian of the Bank (1908, regia di A.E. Coleby)
- A Fight for Honour (1908, regia di A.E. Coleby)
- The Terror and the Terrier (1910, regia di A.E. Coleby)
- The Grip (1913, regia di A.E. Coleby)
- A Case of Arson (1913, regia di A.E. Coleby)
- Mysteries of London (1915, regia di A.E. Coleby)
- A Pit-boy's Romance (1917, regia di A.E. Coleby)
- The Great Game (1918, regia di A.E. Coleby)
- The Pride of the North (1920, regia di A.E. Coleby)
- The Way of the World (1920, regia di A.E. Coleby)
- The Right to Live (1921, regia di A.E. Coleby)
- The Fifth Form at St. Dominic's (1921, regia di A.E. Coleby)
- The Peacemaker (1922, regia di A.E. Coleby)
- Long Odds (1922, regia di A.E. Coleby)
- Sen Yan's Devotion (1924, regia di A.E. Coleby)
- The Flying Fifty-Five (1924, regia di A.E. Coleby)
- The Mystery of Dr. Fu Manchu (1925, serial cinematografico, regia di A.E. Coleby)
- Spiritualism Exposed (1926, regia di A.E. Coleby)
- The Copper Cylinder (1926, regia di A.E. Coleby)
- The Clue of the Oak Leaf (1926, regia di A.E. Coleby)
- The Curse of Ravenscroft (1926, regia di A.E. Coleby)
- The River House Mystery (1926, regia di A.E. Coleby)
- The Moon Diamond (1926, regia di A.E. Coleby)*
- The Locked Door (1927, regia di A.E. Coleby)
- Unto Each Other (1929, regia di A.E. Coleby)

### Attore
- Serving a Summons (1907, regia di A.E. Coleby)
- A Fight for Honour (1908, regia di A.E. Coleby)
- His Wedding Morn (1908, regia di A.E. Coleby)
- A Traitor to His King (1908, regia di A.E. Coleby)
- For Baby's Sake (1908, regia di A.E. Coleby)
- Boxing Fever (1909, regia di A.E. Coleby)
- 'Twixt Red Man and White (1910, regia di David Aylott)
- Vice Versa (1910, regia di David Aylott)
- A Bolt from the Blue (1910, regia di David Aylott)
- A Rake's Romance (1910, regia di A.E. Coleby)
- Topsy's Dream of Toyland (regia di A.E. Coleby)
- The Widow's Legacy (1912, regia di A.E. Coleby)
- The Lure of Drink (1915, regia di A.E. Coleby)
- The Fighting Cobbler (1915, regia di A.E. Coleby)
- Kent, the Fighting Man (1916, regia di A.E. Coleby)
- The Treasure of Heaven (1916, regia di A.E. Coleby)
- A Pit-boy's Romance (1917, regia di A.E. Coleby)
- The Village Blacksmith (1917, regia di A.E. Coleby)
- Holy Orders (1917, regia di A.E. Coleby)
- For All Eternity (1917, regia di A.E. Coleby)
- The Will of the People (1917, regia di A.E. Coleby)
- Matt (1918, regia di A.E. Coleby)
- The Great Game (regia di A.E. Coleby)
- The Secret Woman (1918, regia di A.E. Coleby)
- The Way of the World (1920, regia di A.E. Coleby)
- The Call of the Road (1920, regia di A.E. Coleby)
- The Right to Live (1921, regia di A.E. Coleby)
- The Peacemaker (1922, regia di A.E. Coleby)
- Long Odds (1922, regia di A.E. Coleby)
- The Great Prince Shan (1924, regia di A.E. Coleby)